# Roxasella philippina
Roxasella philippina är en insektsart som beskrevs av Baltasar Merino 1936. Roxasella philippina ingår i släktet Roxasella och familjen dvärgstritar. Inga underarter finns listade i Catalogue of Life.